# یانگ مازینو
کریستوفر یانگ کیم (انگلیسی: Christopher Young Kim؛ زادهٔ ۲۷ اوت ۱۹۹۱) که با نام حرفه‌ای یانگ مازینو شناخته می‌شود، بازیگر آمریکایی است. او نقش برجسته‌ای در مجموعه مشاجره (۲۰۲۳) محصول نتفلیکس ایفا کرد که برای آن نامزد جایزه امی ساعات پربیننده شد. او در فصل دوم آخرین بازمانده از ما (۲۰۲۵) نقش جسی را بازی کرد.

## زندگی
کریستوفر یانگ کیم در ایالت مریلند به دنیا آمد. او در سیلور اسپرینگ، مریلند به‌دست والدین مهاجر کره‌ای بزرگ شد. او دو خواهر بزرگتر دارد. پدرش در ۱۶ سالگی از کره به ایالات متحده مهاجرت کرد. مازینو کمربند مشکی درجه یک در تکواندو دارد.
او در دانشگاه مریلند در بالتیمور تحصیل کرد، اما انصراف داد و در سال ۲۰۱۴ به نیویورک نقل مکان کرد تا در استودیوی بازیگری استلا ادلر تحصیل کند و یک سال آموزش ببیند.
پیش از موفقیتش با نقش برجسته مجموعه مشاجره، مازینو به مدت شش سال به‌عنوان تحلیلگر ارشد هوش تجاری در ال و ام هاش فعالیت داشت.